# Ступниця (село)
Сту́пниця — село Дрогобицького району Львівської області.

## Географія
У селі у річку Ступнянку впадає річка Ступнянка Мала.

## Історія
Про давньоруське городище у селі Ступниця історики знали давно, але з невідомих причин його досі ніхто не досліджував.
10 листопада 1377 р. князь Володислав Опольський надав село Ступницю, тоді Самбірського повіту, волоському (молдавському) воєводі Джурджі (він же — князь Юрій Коріятович), який у 1392 році разом з Яном з Тарнова, Гербуртом та Васьком Бибельським засвідчив угоду Спитка з Мельштина та Сенька Дяка.
Перша письмова згадка про місцеву церкву датована 1507 роком. 1894 р. на території колишнього монастиря у долішній частині села зводять храм Святого Юрія, а в 1895 в горішньому кінці з'являється церква Покрови Пресвятої Богородиці.
Є відомості про костел, що стояв тут до поч. Другої світової війни. 
Станом на 1938 рік греко-католицьке населення Ступниці становить 1587 осіб. У свою чергу латинське складає 920 осіб. Євреїв у селі міститься 3 особи.
7.5.1946 в Дублянському районі перейменовано населені пункти Ступницької сільської Ради: село Ступниця Польська — на Ступниця Перша, село Ступниця Українська — на Ступниця Друга.
З 2016 році планується дослідження городища археологічною експедицією Дрогобицького педуніверситету.

## Пам'ятки
У горішньому кінці села стоїть дерев'яна церква Покрови Пресвятої Богородиці, збудована в 1895 році на місці старої, що існувала із середини XVIII ст. В долішньому кінці розташована дерев'яна церква Святого Юрія 1894 року побудови. В радянський час, із 1950-х рр. до 1989 року, обидва храми стояли зачинені.

## Присілок Підгорб
На лівому березі річки Бистриця Тисменицька у напрямку міста Самбір існував присілок Підгорб. Зараз залишилось кілька помешкань.
За переказами мешканця Андрія Кацюрини, 1930 р.н.: "Млин збудований у 1925 р. Його власником був жид Адольф Грiнфельд. Водночас збудована гарна кам'яниця з флюгером, на якому смоïть дата - 1925 р. У 1942 р. Адольфа забрали німці до Самбора, і він пропав, його син Ізьо (Ісаак) переховувався, навіть у його хаті. Потім перебрався в інше місце. За совітів тут діяв піонерський табір, що належав Львівському облздороввідділові. Молодий вчитель, Петро Сов’як на початку 1970 pp. кожного року працював у ньому інструктором з плавання. Начальником табору був Іван Кульчицький, вчитель фізкультури Доброгостівської школи. Тоді ця місцевість була доглянута, влітку буяло життя". Через 40 років, тут пустка. Зарості кущів. Від колись відомого табору – ні сліду.
Джерело: "Міста і села. Книга 1." Петро Сов'як, Ігор Шимко, Роман Пастух.

## Відомі люди
- Яворський Іван — галицький громадський і політичний діяч, греко-католицький священик.